# مهسا موگویی
مهسا موگویی (۲۵ تیر ۱۳۸۲ – ۳۱ شهریور ۱۴۰۱)، قهرمان تکواندو و آمادگی جسمانی بود که در جریان خیزش ۱۴۰۱ ایران در تاریخ ۳۱ شهریور به ضرب گلوله نیروهای امنیتی جمهوری اسلامی کشته شد. حکومت جمهوری اسلامی مدعی است او در جریان تجمع حضور نداشته است و تیراندازی توسط افراد ناشناس با سلاح جنگی انجام شده است. وی مدال‌های متعددی در تکواندو داشت و صاحب کمربند مشکی این رشته ورزشی بود.

## مراسم چهلم
مراسم چهلم مهسا موگویی ۱۲ آبان ۱۴۰۱ در فولادشهر برگزار شد و گروه زیادی از معترضان بعد از مراسم دست به راهپیمایی زدند و شعار «مرگ بر خامنه‌ای» سر دادند. جمعی از معترضان هم شعار «توماج صالحی آزاد باید گردد» را فریاد می‌زنند. دختران و زنان بسیاری بدون حجاب اجباری در این راهپیمایی حضور داشتند.